# Neolucia obscura
Neolucia obscura är en fjärilsart som beskrevs av Waterhouse och Charles Lyell 1914. Neolucia obscura ingår i släktet Neolucia och familjen juvelvingar. Inga underarter finns listade i Catalogue of Life.